# 川手鷹彦
川手 鷹彦（かわて たかひこ、1957年 - ）は、劇作家・演出家・藝術治療教育家。現在は、一般財団法人《花の家》代表理事・筆頭講師、藝術・言語テラピー研究所「靑い丘」代表を務めている。

## 来歴・人物
1957年　東京都生まれ。
10代で渡米、キリスト教倫理学とニーチェを主に学ぶ。
20代で渡欧、スイス・ドルナッハのゲーテアヌム舞台藝術学院で言語造形術と演劇術を修める。在学中より同舞台アンサンブルの俳優に抜擢、その貢献に対し授業料免除措置を受け卒業。後、世阿弥・芭蕉・小泉八雲の作品をドイツ語で上演するなど演出家として異色の活動を続けながら、ドイツ・リューベック市郊外ブリーストルフ村の財団法人ハウス・アーリルドに勤務また訪問し、ドイツ語の言語精神に学んだ力を「心の保護を求める子どもたち」に言語教師として捧げる。
12年間の欧州生活を終え、1993年帰国後は《伝承文化を教材にした「心の保護を求める子どもたち」への藝術教育》に献身する。
2000〜2002年、法務省保護局に「総指揮・演出」を委嘱された演劇プロジェクト「オイディプス」は社会に大きな反響を呼ぶ。
東京大学・立命館大学・早稲田大学・青山学院大学等各地の大学で講義し、演劇・言語・治療教育の諸分野で次世代を陶冶。
創作者としても、戯曲・物語・歌曲・絵画を数多く生み出し、演出家・役者として日欧に通用する逸材である。
バリ島ではランダ舞手として2000〜2007 年まで島の小村・ 寒村を巡り、ヒンドゥー儀礼の最奥を担う。
2012年5月8日、一般財団法人《花の家》を設立し代表理事に就任、年来の理想であった無償制の治療教育を実現する。
2013年12月　沖縄県名護市の屋我地診療所（小野寺隆所長）の開業に伴い、同診療所内に治療教育外来を開設。

## 主な活動

### 藝術治療教育家

#### 日欧で求められる治療教育
1990年　ドイツ・リューベック市郊外のブリーストルフ村の治療教育施設「ハウス・アーリルド」に勤務し、自閉症・ダウン症・てんかん・非行等、多くの子供たち・若者たちの心の保護に携わる。施設での治療教育活動の報告書簡は、『ブリーストルフ便り』として1991年岩波書店「へるめす」に連載される。
1993年　帰国。本邦にて藝術・言語テラピー研究所「靑い丘」開設。
1996年　母と子の学びの場「まるめろの木」開所。健常児・障害児を含めた藝術治療教育の実践開始。
1997年　藝術・治療者養成のためのゼミナール「靑い丘・夜間學舎」開講。
2000年　官公民の枠を取り払った「教育の有機的治療」プロジェクト提唱。その一環として法務省保護局よりの委嘱を受け、心に傷を持つ子どもたち・道を探す若者たちの演劇プロジェクト「オイディプス王」を開始、翌2001年は東京都八王子で、翌々2002年には東京都中野区で舞台公演を成功させ、大きな社会的反響を呼ぶ。中野区での演劇プロジェクトを含めた地域活動が、地道な更生保護活動に功績のあった個人や団体に贈られる「瀬戸山賞」を受賞。
2001年　沖縄で、深い藝術性と認識力を養う「陽文舎」並びに「陽文舎公開講座」開講。同年秋には当地で、治療教育研究所「うーじぬふぁー」を開設。
2002年　東京で「こころの保護を求める子どもたち」の専門クラス「蝶の羽」開始。
沖縄での理想的な施設建設へ向けて、社会福祉法人「うーじぬふぁー」設立準備会を発足。この社会福祉法人化は、沖縄県庁の協力もあり実現が期待されたが、自閉症・アスペルガー症候群の子供たちの宿泊施設建設に対する建設予定地周辺住民の同意が得られず計画を断念。
2003年　東京での活動拠点を表参道から品川新學舎へ移す。前出演劇プロジェクトの行政主導から市民活動への移行奨励に応え、思春期を迎える子供たちと一流芸術家による演劇塾《銀河鉄道》を開講、以降十年間で十四作品（下記諸戯曲より）に取組み、舞台公演を催し続けている。
2004年　前出の演劇プロジェクトが、市民による実行委員会により岐阜県東濃地域で再開され、約70名の子供が参加。
2005年　当代一流の能楽師・芸術家・照明家等の協力を得て、多治見市での公演が実現する。
2006年    北海道伊達市で演劇塾〈虎の縞〉が開設され、以降7年間で7作品に取り組み、舞台公演を実施。
同年より、青森県十和田市の社会福祉法人「北心会」に招かれ、以下の諸施設での治療教育に従事している。
社会福祉法人北心会小さな森保育園にて職員（保育士）研修としての、昔話および演劇講習
社会福祉法人北心会フレンドリーホームモクモックにて利用者向けのわらべうた・物語ワークショップ
社会福祉法人北心会発達支援センターコスモスにて障がい児のためのわらべうた・昔話
社会福祉法人北心会クリエイティブサポートぷちぶろうにて利用者向けのわらべうた・昔話・演劇
2011年　北海道伊達市に、子供らのための日溜りの家「花の家」を置き、芸術活動に加えて小麦の古代種スペルト小麦によるパンの啓蒙と子供たちとの共同製造のため、試作を開始。
同年3月から4月にかけて、東南アジアの諸国を巡りながら、東日本大震災と異国の地の伝説や風景が融合した物語を連作、そのひとつ『龍の寺』は多くの子供たちに語られている。
各地で、母・教育者・語り手たちとの昔話共同研鑚活動「とらおおかみ」を展開。
2012年5月    北海道、東京、沖縄の三研究所を統合し、一般財団法人《花の家》を設立、代表理事に就任。子供たちに施す治療教育、わらべうた／物語活動、演劇・芸術教育を無償制にする。財団設立時評議員には、6名が就任

#### 医療関係
2000年6月〜2004年2月　県立千葉高校夜間部に毎月通い、保健室にて養護教諭と協力し、生徒・教師へのカウンセリングを行う。
2002年6月　習志野文化ホールにて、千葉県養護教諭会主催講演
2002年　苫小牧植苗病院、長沼町ポロナイクリニックにて、講演会、対談および、医師たちとの共同作業による治療教育
2009年11月　大阪ワシントンホテルにて、医師・看護師等医療関係者のための講演会、自閉症を始めとする子供らのために垣根を取払った大人たちの連携による治療教育が急務であることを説く。
2010年7月　淀川キリスト教病院の小児病棟を訪れ、難病の子供たちの芸術教育／テラピーの可能性を探る。
2010年11月　前年度講演会好評による再招聘に応え、大阪梅田にてピアニスト福田直樹との講演＆コンサート『バッハと自閉症』を開催。
2013年12月　沖縄県名護市屋我地島に小野寺医院開業にあたり、治療教育外来が新設され川手が担当、本邦初の試みとなる。

### 劇作家・演出家・演劇活動
1985年　スイス・ドルナッハの「ゲーテアヌム言語造形・舞台藝術学院」入学。
1987年　作曲家ゴットハルト・キリアン等各国の音楽家・舞踊家・演劇家と「東西文化の出会い」を趣旨する藝術家集団“Blauer Hugel 青い丘”を結成し、以後同グループを主宰。
1989年　上記校卒業、俳優術・朗唱術を修め、ゲーテアヌム舞台アンサンブル加入。
以後、多くの演出・出演作品が、海外また本邦でも上演されるようになる。
1989年    ゲーテアヌム舞台アンサンブル制作・Georg Darvasch演出による仏革命二百年記念作品『世界をさすらう者』に出演し、ベルリンの壁崩壊後の旧東独を含む各地で上演。
同年秋ベルン市美術館にて日本大使館主催により、小泉八雲作『耳なし芳一の話』をドイツ語で朗唱。
1990年　謡曲『井筒』のドイツ語上演を中心とした舞台『珍しき花』を演出。（ゲーテアヌム主催、日本大使館後援）
1998年　デュッセルドルフ市・日本文化センター「恵光ハウス」に於ける日独二ヶ国語公演『宮澤賢治の世界』（ノヴァーリス学院・恵光ハウス共催、日本領事館後援）など、以後2007年まで賢治の作品を発表し続ける。
1999年　前年の公演がベルン市日本大使館等、欧州各地で再演される。また狂言師二世野村与十郎（現在九世野村万蔵）、高安流大鼓方（おおつづみかた）佃良勝と、1999-2001　日独二ヶ国語公演プロジェクト「連咲花（つれさくはな）」を結成、謡曲『清経』の原典とドイツ語訳テキストを中核にした作品を日独瑞三ヶ国で舞台公演。ドイツ・スイス公演旅行は国際交流基金の助成を得る。
2010年4月　スイスのドルナッハで「故Maria Jennyを偲ぶ会」を主催し、和歌を朗唱。聖痕の女性Judith von Halleが観劇に訪れ、その知遇を得る。
同年同月    ドイツの高等学校とボッフム大学で演劇授業、日独二ヶ国語による書下ろし戯曲『銀河鉄道の車内幻想』を上演。尚、この作品は2012年9月に出演者来日の際、京都錦鱗館で再演される。

### 講師
東京大学・沖縄キリスト教短期大学での非常勤講師の他、早稲田大学・立命館大学等での芸術的授業が高く評価される。
2001年12月　青山学院大学にて治療教育についての講演会
2002年1月・7月　山梨女子短期大学で治療教育についての授業
2002年5月　立命館大学にて講義と実演
2002年6月　「靑い丘」表参道学舎にて青山学院大学教授今井重孝との共同ゼミ
2004年6月　早稲田大学にてバリヒンドゥー教と魔女ランダの舞による村社会の治療について講義
2007年6月　早稲田大学にて魔女ランダについての講義
2007年月・2008年2月　東京大学教育学部の高学年と大学院生に向けて全14回連続講義「治療教育と言語芸術」を実現、早稲田大学・中央大学・お茶の水女子大学を始め、各地諸団体より聴講生が殺到した。
2009年7月　京都錦鱗館にて、京都大学大学院教授西平直との共同ゼミ
2009年12月　岐阜県多治見市立笠原中学校職員研修ワークショップ
2011年11月　新宿区内3校合同PTA講演会
2012年1月　長野県飯山北高等学校合同授業
2013年9月　岐阜県中津川市第一中学校障がい児学級および保健室・校長室登校の子供たちの治療教育についての指導と職員向け講演会

### ランダ舞手
1995年　バリ島バングリ市郊外シラダンにて、師デワ・マデ・ライ・メシの立会いのもと、ブラフマーナ祭司ペダンダ・ニョマン・ライ・マヌアバより灌頂を受け得度する。（僧侶名：I Gede Taka Darma Mesi）
2001年　バリ島でバリ・ヒンドゥーの中核を成す儀礼舞踊劇『チャロン・アラング』に於ける最重要の舞い手「魔女ランダ」として認知され、以降年に二度島内諸寺院のオダラン祭で上演、率いる一座は寒村小村を無償で巡り、経済的理由により開催困難なヒンドゥー教最奥儀礼のひとつを支える。
2007年　タンバハン村にて最後の「ランダの舞」。舞い終えると同時に倒れ込む。同舞踊と『チャロナラン』劇、およびインタビュー・対談などで構成されたドキュメンタリーフィルムが壱岐紀仁によって撮影される。ランダ舞撮影とDVD制作は、国際交流基金によって助成され、同基金助成活動モデルケースのひとつとなる。
2013年　ランダ舞に至る経緯、病に伏す顛末が書下ろされる。そして回復の途上に決意された「心の保護を求める子どもたち」のための財団設立と、篤志家の申し出による著書『「魔女ランダ」への道』の非売品としての出版が、実現する。

### 石の代弁者
石の代弁者として川手鷹彦は、石の意匠を行っている。東南アジアで石を買いつけ、川手が意匠をし、熟練した職人が彫金を施す一点もの。

## 主な著書・著作・論文・戯曲・ものがたり

### 著書
- 『隠された子どもの叡知 -北ドイツの治療教育施設での記録-』（1999年、誠信書房）
- 『心の傷を担う子どもたち -次代への治療教育と藝術論-』（2000年、誠信書房、哲学者中村雄二郎との共著）
- 『講座・生命第五巻』（2001年、河合文化教育研究所、8名の分担執筆、中村雄二郎・木村敏監修）
- 『子どものこころが潤う生活』（2002年、誠信書房）
- 『イルカとライオン-自閉症、ADHD、不登校など八つの事例』（2003年、誠信書房）
- 物語論＋物語集『とらおおかみ、子どもらの心が生んだ物語』（2010年、地湧社）

以上の著作物は、各地の大学・大学院・図書館・医療関係諸施設等で、入学／学部試験・論文・副読本･参考／推薦図書に取り上げられている。

### 論文
- 『年齢に応じた子供の教育』人間主義学会紀要「アガトロギア研究」第6号（1996年）
- 『琉歌と古代ギリシャの悲歌』 沖縄キリスト教短期大学紀要第3号（2002年、言語学者上原明子との共同執筆）
- 『ハムレット・エクス・マキア』-未発表-
- 『欧州における伝統的精神文化と教育観』-未発表-
- 『光と闇の悪』-未発表-
- 『光の悪』-未発表-
- 『真の教育文化創造のために１．日本文化における悪と罪　２．教育と心の再生は可能か』(1998)-未発表-
- 『治療教育の役割と～』(1998)-未発表-
- 『教育の核心としての治療教育』-未発表-
- 対談：子どもの心の声に耳を傾け人間のあり方について学ぶ（1997)-未発表-

### 戯曲

#### 宮澤賢治の童話を基に再話の上、戯曲化
- 『真夜中の銀河鉄道』（2003年）
- 『風と大地』（2004年）
- 『奥山秘話・裏山秘歌』（2005年）

#### 書き下ろし戯曲
- 『虎の縞は心の森』（2005年）
- 『鳥の声』（2006年）
- 『名のない天使』（2006年）
- 『葡萄色の海』（2007年）
- 『冬子とハルー子守唄うらみ唄』（2007年）
- 『ごきぶり五郎兵衛物語』（2008年）
- 『生と死の女神ドゥルガ』（2009年）[4]
- 『うそつきモッケの生涯』（2009年）
- 『私の名は月の輪』（2009年）
- 『鮫に飲まれたお医者さま、その名もドクトル・ビーカルト』（2009年）
- 『玉葱の精霊イルミナウ』（2010年）
- 『お話のお話、お話の島を探して』（2010年）
- 『イスカリオテの孤島』（2010年）
- 『イルミナウ外典』（2011年）
- 『龍の寺』（2011年）
- 『屁こき嫁の冒険』（2012年）
- 『カフェやまんば』（2012年）
- 『蝉と少女』（2012年）
- 『猫の仇討ち』（2012年）
- 『月とうさぎ』（2012年）
- 『四枚の札、エッ 三枚じゃないの！歌芝居』（2013年）
- 『物語守護少女天使』（2013年）
- 『蟹の王子』（2013年）
- 『蛇の王』（2013年）
- 『いがぐり太鼓』歌芝居（2013年）
- 『頑張れコブミカン！—宮沢賢治的植物劇南国篇』（2013年）
- 『雁の童子』（2013年）
- 『物語守護少女天使』（2014年）
- 『聖杯の旅』（2014年）
- 『狼牙夫/ピーチオーチャード物語』（2014年）
- 『豆腐苦瓜オデュッセイア』（2014年）
- 『物語の島で』（2014年）
- 『お話は何処に』（2014年）
- 『アトレウス王家の興亡～宿命と創造』（2014年）
- 『夢と海の狭間で』（2014年）

### その他
- 物語論／創作　多数
- 作詞・作曲　多数

## 関連人物

### 欧州時代
- ルドルフ・シュタイナー
- ゴットハルト・キリアン
- マリア・イェニー
- ドローテア・キステンブリュッゲ
- ブリギテ・フォン・クラーリック
- ハンス・イェニー

### アカデミズム
- 中村雄二郎
- 村井実
- 西平直
- 村本邦子（大学教員）
- 中川吉晴（大学教員）

### ランダ舞関連
- デワ・マデ・ライ・メシ
- マデ・ダルマ

### 文藝・芸能
- イルカ（歌手）
- 野村万蔵（能楽師）
- 佃良勝（能楽師）
- 福田直樹（ピアニスト）
- 島泰子（ヴァイオリニスト）
- 黒川五郎（茶道家）

## 関連施設
- 名護市屋我地診療所

## エピソード
- 母国語は日本語。外国語はドイツ語、英語に堪能。日常会話程度ならば、インドネシア語、タイ語なども話す。ただし、戯曲など創作物は日本語で書く。
- 祖父は浅草で活躍した活動弁士。「祖母は明治女の鏡のような人、僕を育ててくれた」と、祖母と祖父を尊敬している。
- 食材に多数アレルギーがあり、アレルゲンを排除していったらビーガン食にいきついたらしい。ビーガン食であっても、「美味しいものが食べたい」と工夫し、「川手先生の料理は美味しい」と周囲からも評判。人気メニューは　アボカドコールスロー、納豆パスタ（スペルト小麦パスタ）、スパイスたっぷりカレー、バジルシードと豆乳のデザート、ローケーキ　など